# 大字牌
大字牌，是流傳於廣西壯族的字牌遊戲。

## 牌具
同湖南的字牌。

## 牌規

### 流程
- 三人遊戲。莊家摸二十一張，閒家摸二十張。
- 行牌類似麻將，同樣有吃、碰、槓，差別如下。
  - 起手刻子、槓子不能拆牌去吃牌。
  - 暗刻須以三張全蓋方式放下，稱為罩牌。
  - 明刻時自摸、補槓，或罩牌時補槓，四張全亮，稱為开招。
  - 暗槓或罩牌自摸，四張全蓋，稱為龙。
  - 龙、开招兩次與以上時，不打牌出去。
  - 組成面子時，手中若有同牌，而且可和其他手中的牌組成面子，將兩面子都付露，稱為下伙。
- 面子稱為比。以下兩種組和也能組成面子、能吃牌。
  - 大小寫相同的2、7、10。
  - 三張大小寫不同、點數相同。
- 組成至少一對子、四面子；或是七面子為胡牌。若是自摸胡牌，其他两家分别承担。若有玩家点炮，該玩家承担双倍。[2]

### 牌值
- 當地稱胡數番為油。一些面子的胡數為零。各面子的胡數如下表。[2]

| 面子     | 小字 | 大字 |
| -------- | ---- | ---- |
| 黑碰牌   | 1    | 3    |
| 紅碰牌   | 2    | 6    |
| 暗罩     | 3    | 6    |
| 开招     | 6    | 9    |
| 龙       | 9    | 12   |
| 2、7、10 | 3    | 6    |
| 1、2、3  | 3    | 6    |